# Pamukkale (district)
Pamukkale is een Turks district in de provincie Denizli en telt 5.225 inwoners (2007). De hoofdplaats heet eveneens Pamukkale. Het district heeft een oppervlakte van 185,62 km². Tot november 2012 was de naam van dit district Akköy. 
De bevolkingsontwikkeling van het district is weergegeven in onderstaande tabel.
| 1997  | 2000  | 2007  |
| ----- | ----- | ----- |
| 5.852 | 6.437 | 5.225 |